# Draft Day
Draft Day é um filme norte-americano de drama esportivo, dirigido por Ivan Reitman e estrelado por Kevin Costner, lançado em abril de 2014.
A história gira em torno do gerente-geral do time Cleveland Browns (Costner) durante o draft da NFL.
Com um orçamento de US$ 25 milhões de dólares, lucrou perto de US$ 30 milhões pelo mundo. A recepção da crítica foi variada, chamando o filme de 'previsível' e que não apelava para as pessoas que não curtem esportes, limitando assim o seu público.